# Cantón de Crépy-en-Valois
El cantón de Crépy-en-Valois es una división administrativa francesa, situada en el departamento de Oise y la región de Picardía.
Desde 2004, su consejero general es Gilles Masure, del PCF.

## Geografía
Este cantón se organiza alrededor de Crépy-en-Valois, en el distrito de Senlis. Su altitud varía de 34 m (Saintines) a 171 m (Morienval), teniendo una altitud media de 99 m.
Con sus paisajes lleno de verdor y bordeado por los bosques de Compiègne y Villers-Cotterêts, y atravesado por el valle del río Automne, el cantón de Crépy-en-Valois se caracteriza por su hábitat rural. No obstante, se inscribe casi en su totalidad en la corona periurbana de París.

## Composición
El cantón de Crépy-en-Valois agrupa 25 comunas y cuenta con 29 898 habitantes (según el censo de 1999).
| Comunas               | hab.   | código postal | código INSEE |
| --------------------- | ------ | ------------- | ------------ |
| Auger-Saint-Vincent   | 439    | 60800         | 60027        |
| Béthancourt-en-Valois | 249    | 60129         | 60066        |
| Béthisy-Saint-Martin  | 1 134  | 60320         | 60067        |
| Béthisy-Saint-Pierre  | 3 135  | 60320         | 60068        |
| Bonneuil-en-Valois    | 895    | 60123         | 60083        |
| Crépy-en-Valois       | 14 436 | 60800         | 60176        |
| Duvy                  | 419    | 60800         | 60203        |
| Éméville              | 279    | 60123         | 60207        |
| Feigneux              | 468    | 60800         | 60231        |
| Fresnoy-la-Rivière    | 618    | 60127         | 60260        |
| Gilocourt             | 580    | 60129         | 60272        |
| Glaignes              | 377    | 60129         | 60274        |
| Morienval             | 1 048  | 60127         | 60430        |
| Néry                  | 677    | 60320         | 60447        |
| Ormoy-Villers         | 655    | 60800         | 60479        |
| Orrouy                | 569    | 60129         | 60481        |
| Rocquemont            | 104    | 60800         | 60543        |
| Rouville              | 267    | 60800         | 60552        |
| Russy-Bémont          | 150    | 60117         | 60561        |
| Saintines             | 854    | 60410         | 60578        |
| Séry-Magneval         | 269    | 60800         | 60618        |
| Trumilly              | 496    | 60800         | 60650        |
| Vauciennes            | 661    | 60117         | 60658        |
| Vaumoise              | 816    | 60117         | 60661        |
| Vez                   | 303    | 60117         | 60672        |

## Demografía
La densidad de población del cantón (125 hab./km²) se encuentra cercana a la del departamento. La capital, Crépy-en Valois, alberga cerca de la mitad de la población del cantón y el 70% de su  actividad económica. Aparte de la capital, solamente tres comunas superan el millar de habitantes: Béthisy-Saint-Pierre (3.135 hab.), Béthisy-Saint-Martin, (1.134 hab.) y Morienval (1.048 hab.)
La evolución demográfica del cantón ha sido la siguiente:
| 18,042 | 20,118 | 23,141 | 25,798 | 28,031 | 29,898 |
| Para los censos de 1962 a 1999 la población legal corresponde a la población sin duplicidades (Fuente: INSEE [Consultar]) |        |        |        |        |        |

El cantón de Crépy-en-Valois ha experimentado una fuerte expansión demográfica, al igual que la mayor parte de la zona meridional del departamento de Oise. Entre 1962 y 1999, la población ha crecido cerca de un 60%, es decir, se han incorporado 11.000 residentes suplementarios. Este crecimiento se ha producido desde comienzo de los años 1960, y es entre 1975 y 1982 cuando ha sido más acentuado. Los recién llegados, que en su mayoría son parejas jóvenes, han contribuido a la mejora del excedente de los nacimientos respecto a los fallecimientos.
Desde 1990, la periurbanización se ha ralentizado, con lo que la población progresa con menor rapidez.